# Avebury Manor

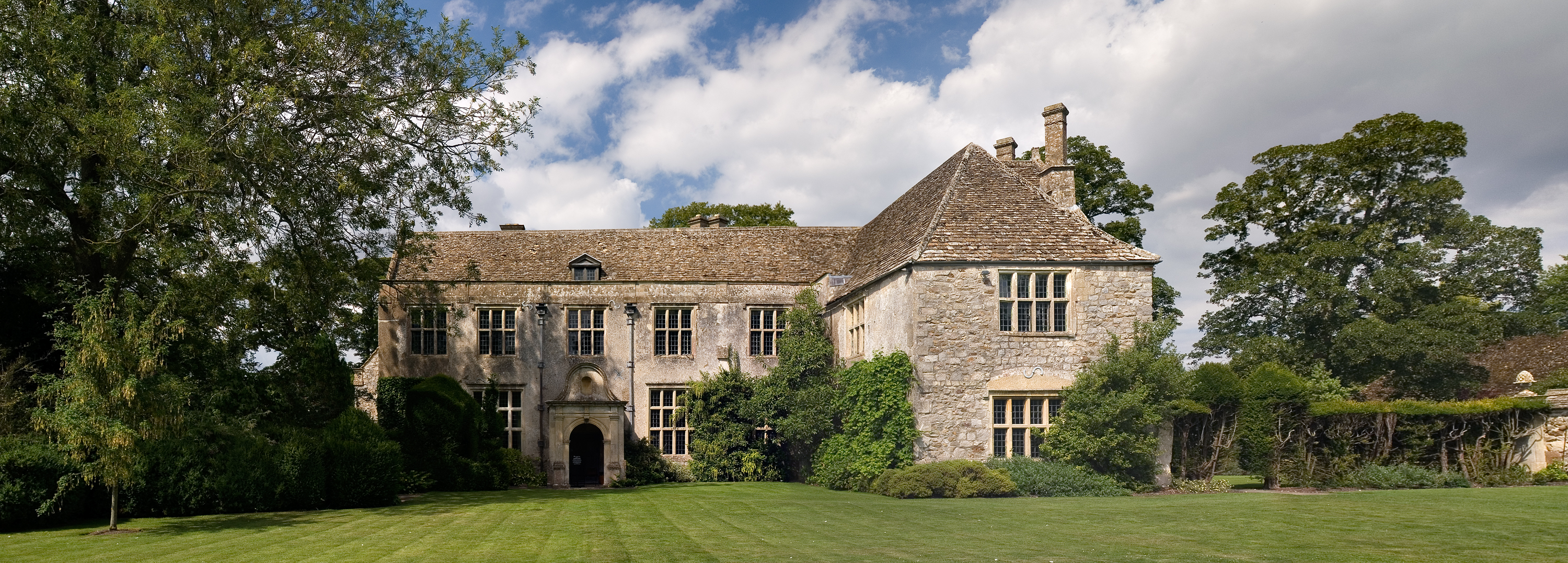
Blick aus dem Süden auf Avebury Manor.

Avebury Manor ist ein Herrenhaus mit Gärten aus dem frühen 16. Jahrhundert im Dorf Avebury in der Grafschaft Wiltshire in England. Das Haus gehört zum National Trust.

## Führungen
Das Herrenhaus ist von Privatleuten bewohnt und kann nur teilweise besichtigt werden. Die Teilnehmerzahlen der geführten Besichtigungstouren sind eingeschränkt. Wenn die maximale Besucherzahl erreicht ist, kann erst wieder die nächste freie Tour gebucht werden. Die Gärten sind dieser Einschränkung nicht unterworfen.

## Gärten
Die Gärten wurden im frühen 20. Jahrhundert vollkommen umgestaltet. Die einzelnen Gärten sind durch Mauern voneinander abgetrennt und beinhalten u. a. einen Garten mit Obstbäumen und einen Blumengarten. Alle Gärten enthalten auch Topiari-Elemente, die aus beschnittenen Buchsbäumen bestehen.